# Anomalon ugaldei
Anomalon ugaldei là một loài tò vò trong họ Ichneumonidae.